# Pentatlo moderno nos Jogos Olímpicos de Verão de 1956
O pentatlo moderno nos Jogos Olímpicos de Verão de 1956 foi disputado na cidade de Melbourne, Austrália.

## Masculino

### Individual
| Pos. | País            | Atletas        | Pontos |
| ---- | --------------- | -------------- | ------ |
|      | Suécia (SWE)    | Lars Hall      | 4833   |
|      | Finlândia (FIN) | Olavi Mannonen | 4774,5 |
|      | Finlândia (FIN) | Väinö Korhonen | 4750   |

### Equipes
| Pos. | País                  | Atletas                                      | Pontos |
| ---- | --------------------- | -------------------------------------------- | ------ |
|      | União Soviética (URS) | Ivan Deryugin Igor Novikov Aleksandr Tarasov | 14863  |
|      | Estados Unidos (USA)  | George Lambert William Andre Jack Daniels    | 14309  |
|      | Finlândia (FIN)       | Väinö Korhonen Olavi Mannonen Berndt Katter  | 14192  |

## Quadro de medalhas do pentatlo moderno
| Ordem | País                | Medalha de ouro | Medalha de prata | Medalha de bronze | Total |
| ----- | ------------------- | --------------- | ---------------- | ----------------- | ----- |
| 1     | SWE Suécia          | 1               | 0                | 0                 | 1     |
| 1     | URS União Soviética | 1               | 0                | 0                 | 1     |
| 3     | FIN Finlândia       | 0               | 1                | 2                 | 3     |
| 4     | USA Estados Unidos  | 0               | 1                | 0                 | 1     |